# Erik Dietman
Erik Dietman (Jönköping, 11 september 1937 – Parijs, 27 juni 2002) was een Zweedse schilder, tekenaar, glaskunstenaar en beeldhouwer.

## Leven en werk
Dietman studeerde aan de Konsthögskola i Malmö in Malmö. In 1959 trok hij naar Parijs, waar hij sindsdien is gebleven. In 1962 had hij zijn eerste tentoonstelling bij Galerie Girardon in Parijs, gevolgd door een expositie bij Galerie Sperrone in Turijn. Het werk van Dietman was rond die tijd verwant aan de kunststromingen Nouveau réalisme en Fluxus, maar hij sloot zich niet bij enige beweging aan ("Deux, c'est déja une armée"). Wel sloot hij vriendschap met de kunstenaars Daniel Spoerri en Robert Fillion. Dietman werkte met uiteenlopende materialen: brons, marmer, keramiek en glas.
In 1987 organiseerde het Moderna Museet in Stockholm een overzichtstentoonstelling, die daarna ook was te zien in Malmö, Helsinki, Amsterdam en Lyon. Zijn werk was in 1994 te zien in het Centre Georges Pompidou in Parijs. In 2000 was hij een der deelnemers aan Les Champs de la Sculpture 2000, een beeldenmanifestatie op de Avenue des Champs-Élysées.

## Enkele werken
- Monument to the last Cigarette (1975), beeldenpark van het Moderna Museet in Stockholm
- Yesterday and the Day Before Today and Tomorrow (1988), Olympic Parc in Seoel[2]
- L'Ami de personne (1992), Jardin des Tuileries in Parijs[3]
- Steinar Breiflabb (1997),[4] Skulpturlandskap Nordland, provincie Nordland in Noorwegen
- Ghostly Appearances (1997/98), bijdrage aan het beeldenpark Il Giardino di Daniel Spoerri van Daniel Spoerri in Italië